# Henri-Bourassa (métro de Montréal)
Henri-Bourassa est à la fois une station de la ligne orange du métro de Montréal et un terminus métropolitain de la Société de transport de Montréal. Elle est, jusqu'en 2007, une station terminale de cette ligne avant son prolongement vers la station Montmorency. Le terminus d'autobus est constitué d'un terminus à part entière au sud du boulevard Henri-Bourassa ainsi que de quais sur rue aux alentours de la station.

## Situation sur le réseau
La station se trouve entre les stations Sauvé et Cartier. Elle est la dernière station se trouvant sur l'île de Montréal avant de passer sous la rivière des Prairies pour atteindre la ville de Laval. Elle est la seule station à posséder trois quais. Les quais originaux de 1966 sont situés sous la rue Berri. En 2007, pour le prolongement de la ligne Orange vers Laval, il fut décidé de construire un nouveau quai en diagonale des anciens sous le parc Ahuntsic.

## Histoire
De l'ouverture du Métro de Montréal, le 14 octobre 1966 jusqu'au 27 avril 2007, la station Henri-Bourassa est un terminus de la ligne orange, pour tous les trains à sa provenance et à son arrivée. Le nom de la station provient du boulevard Henri-Bourassa, nommé en l'honneur d'Henri Bourassa, homme politique et fondateur du quotidien Le Devoir.
Depuis le 28 avril 2007, lors de l'ouverture du Métro de Montréal à Laval, la station Henri-Bourassa devient un terminus alternatif en période de pointe. Certains trains en direction Montmorency y terminent leur trajet au lieu de le terminer à la station Montmorency et certains trains en direction Côte-Vertu y commencent leur trajet au lieu de le débuter à la station Montmorency.
En effet, certains trains au départ de la station Côte-Vertu ont comme terminus la station Henri-Bourassa et les autres trains ont comme terminus la station Montmorency. Ainsi, seuls les trains ayant comme terminus la station Montmorency desservent les stations Cartier, De la Concorde et Montmorency, en direction Montmorency. Les trains ayant comme terminus d'arrivée la station Henri-Bourassa utilisent le deuxième quai de cette station, qui est consacré exclusivement à ces trains, excluant les deux départs spéciaux s'effectuant à ce même quai, et les trains ayant comme terminus d'arrivée la station Montmorency utilisent le troisième quai de la station Henri-Bourassa, avant de repartir en direction de la station Montmorency.
À direction inverse, certains trains ayant la station Côte-Vertu comme terminus d'arrivée ont la station Montmorency comme station d'origine et les autres trains ont la station Henri-Bourassa comme station d'origine. Ainsi, seuls les trains ayant comme station d'origine Montmorency desservent les stations Montmorency, De la Concorde et Cartier, en Direction Côte-Vertu. Qu'ils soient en provenance de la station Montmorency ou de la station Henri-Bourassa, tous les trains en direction Côte-Vertu utilisent le premier quai de la station Henri-Bourassa.
| Métro Henri-Bourassa ⇐ DIRECTION Montmorency DIRECTION Côte-Vertu ⇒ Quai dir. Montmorency Quai dir. Côte-Vertu Quai terminal * |

De plus, le matin, deux trains au départ de la station Henri-Bourassa ont comme terminus la station Montmorency, et ne proviennent donc pas de la station Côte-Vertu. Ces trains sont identifiés comme spéciaux et utilisent le deuxième quai de la station Henri-Bourassa à leur départ.

## Services aux voyageurs

### Édicules et accueil
- Édicule A: 10670, rue Berri
- Double-édicule: 600, Boulevard Henri-Bourassa Est
- Édicule B: 575, rue Henri-Bourassa

L'édicule A comporte deux sorties: Une vers la rue Berri et l'autre vers le boulevard Henri-Bourassa
L'édicule B comporte une seule sortie vers la rue Henri-Bourassa Est. Un ascenseur permet aux personnes à mobilités réduites de rejoindre la mezzanine.

Le double-édicule comporte six sorties: cinq dans un terminus d'autobus et une vers la rue Henri-Bourassa Est.

### Lignes de bus
| Numéros | Noms                       | Service           |
| ------- | -------------------------- | ----------------- |
| 30      | Saint-Denis/Saint-Hubert   | De Jour           |
| 31      | Saint-Denis                | De Jour           |
| 48      | Perras                     | De Jour           |
| 49      | Maurice-Duplessis          | De Jour           |
| 55      | Boulevard Saint-Laurent    | De Jour           |
| 56      | Saint-Hubert               | Lundi au Vendredi |
| 69      | Gouin                      | De Jour           |
| 146     | Christophe-Colomb/Meilleur | De Jour           |
| 164     | Dudemaine                  | De Jour           |
| 171     | Henri-Bourassa             | De Jour           |
| 361     | Saint-Denis                | De Nuit           |
| 363     | Boulevard Saint-Laurent    | De Nuit           |
| 380     | Henri-Bourassa             | De Nuit           |
| 469     | Express Henri-Bourassa     | Heures de pointe  |

| Numéros | Noms              | Service          |
| ------- | ----------------- | ---------------- |
| 2       | Métro Montmorency | De Jour          |
| 31      | Auteuil           | De Jour          |
| 52      | Saint-François    | De Jour          |
| 55      | Laval-Ouest       | De Jour          |
| 252     | Saint-François    | Heures de pointe |

| Numéro | Nom                 | Service |
| ------ | ------------------- | ------- |
| 25     | Terminus Terrebonne | De Jour |

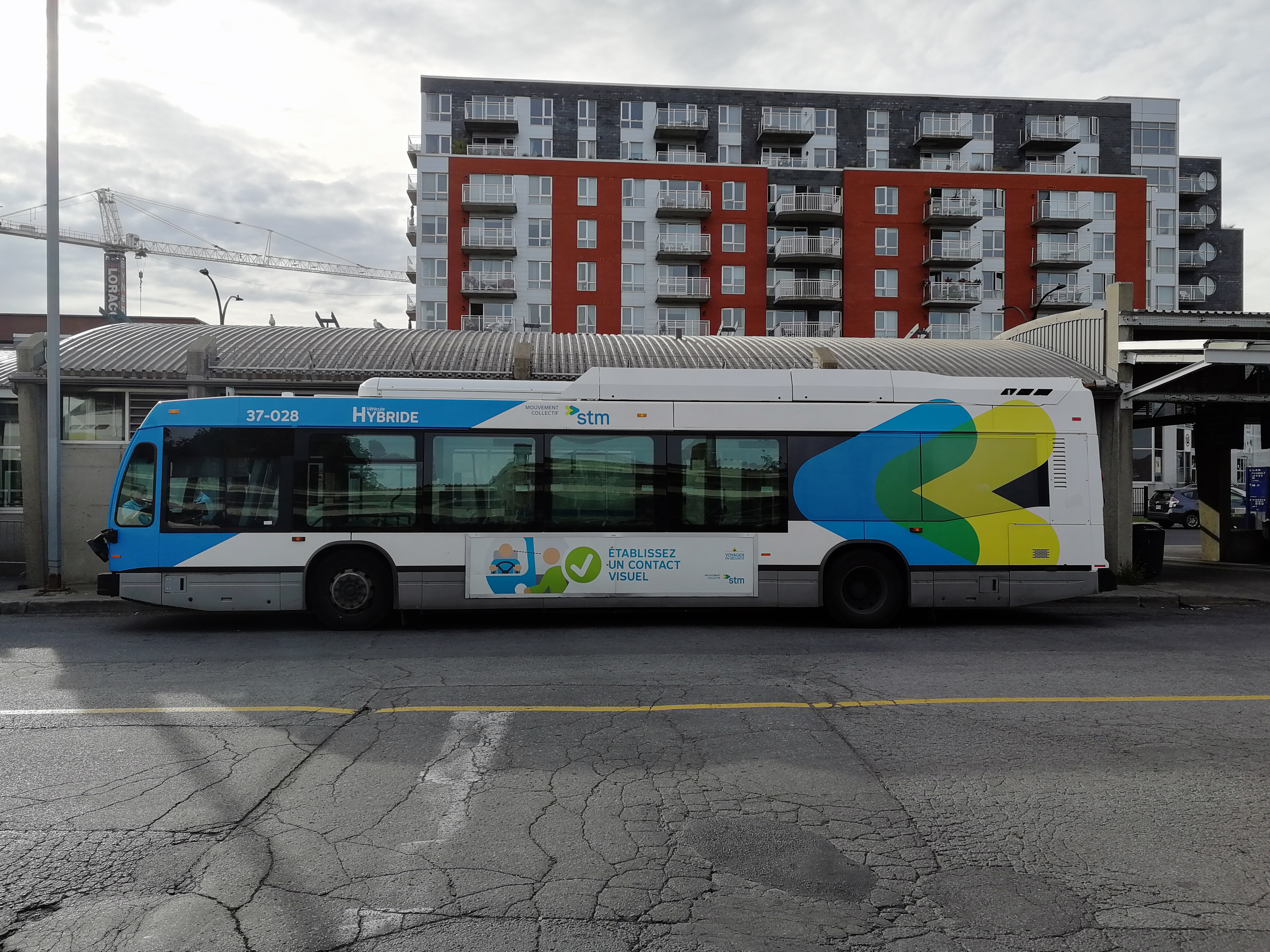
Autobus à la station Henri-Bourassa, 2019

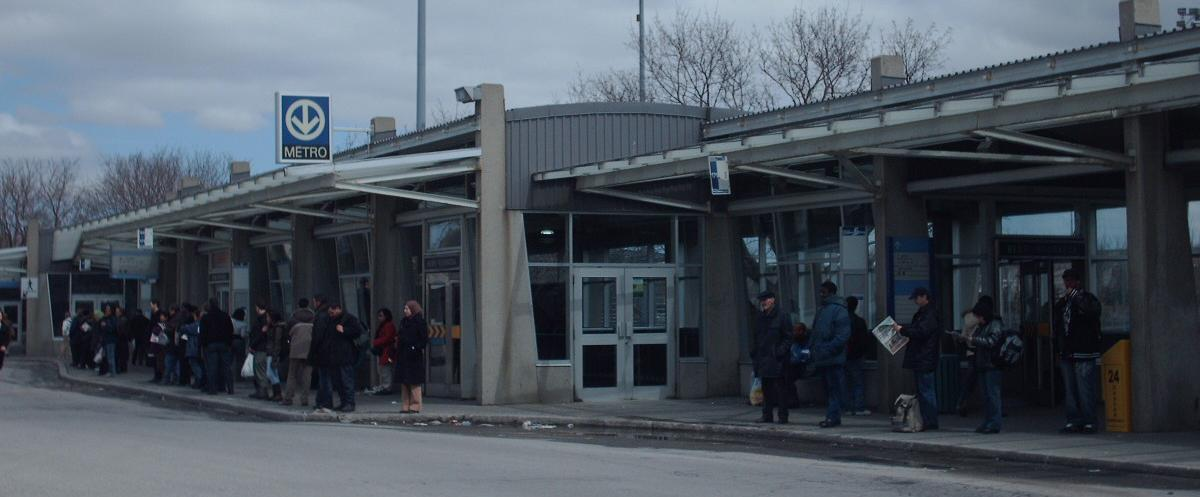
Quais au terminus Henri-Bourassa.

Le terminus d'autobus adjacent à la station de métro est situé au sud du boulevard Henri-Bourassa. L'un des édicules permet d'ailleurs un accès direct. Celui-ci accueille principalement les lignes d'autobus de la Société de transport de Montréal. 

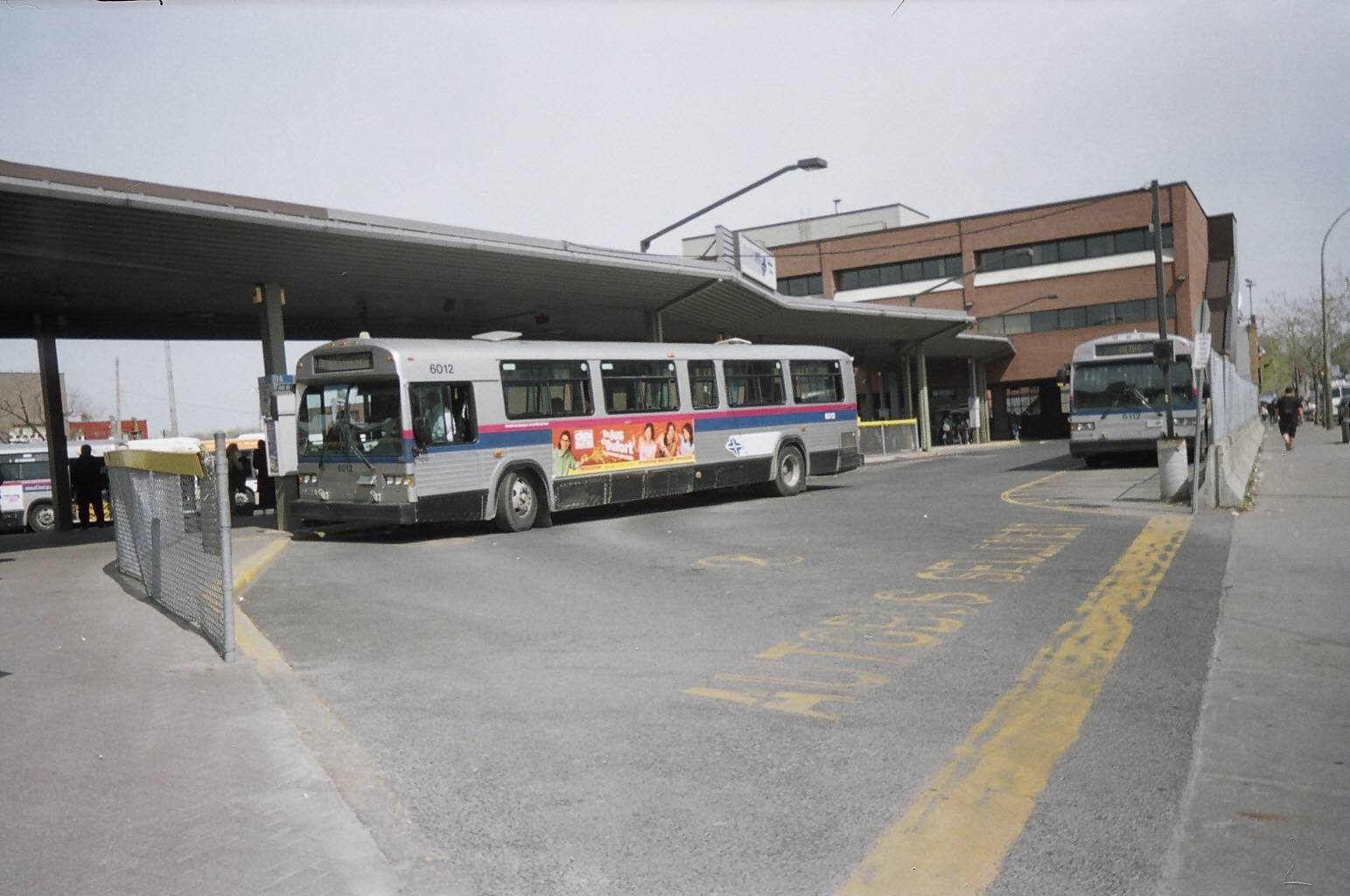
Autobus de la Société de transport de Laval à l'ancien terminus Henri-Bourassa Nord.

. Le 8 février 2021, le Ministère des Transports autorise le transfert de propriété du terminus Henri-Bourassa, la STM en deviendra propriétaire en place et lieu de l'ARTM.
Auparavant, un deuxième terminus d'autobus était situé au nord du boulevard entre les rues Lajeunesse et Basile-Routhier et accueillait les lignes d'autobus de la Société de transport de Laval et de la Rive-Nord de Montréal.